# Leptonotus vincentae
El pez aguja patagónico o pez pipa patagónico (Leptonotus vincentae) es una especie del género de peces marinos Leptonotus, perteneciente a la familia de los singnátidos. Habita en aguas costeras templadas a templado-frías del océano Atlántico en el sudeste de Sudamérica.  

## Taxonomía
Descripción original
Leptonotus vincentae fue descrita originalmente en el año 2019 por los ictiólogos Diego César Luzzatto y María Lourdes Estalles, mediante el análisis de 12 especímenes de la especie.
Localidad tipo
La localidad tipo referida es: “Banco Reparo, en las coordenadas: 40°45′59″S 64°56′29″O / -40.76639, -64.94139, bahía San Antonio, provincia de Río Negro, Argentina”.
Holotipo
El ejemplar holotipo designado es el catalogado como: Ict-MACN 12668; se trata de una hembra adulta la cual midió  92 mm de longitud estándar. Fue capturada en profundidades de entre 100 y 150 cm el 2 de octubre de 2007 y mantenida en acuarios hasta su muerte (ocurrida el 17 de noviembre de 2007). Se encuentra depositada en la colección de ictiología del museo de ciencias naturales Bernardino Rivadavia (MACN-Ict), situado en la capital argentina, la ciudad de Buenos Aires.
Paratipos
Los paratipos fueron también colectados en la misma bahía, en caleta Falsa (punta Perdices) y punta Verde.
Etimología
Etimológicamente, el término genérico Leptonotus se construye con palabras en el idioma griego, en donde: leptos significa ‘delgado’ y noton es ‘atrás’. El epíteto específico vincentae es un epónimo que refiere al apellido de la persona a quien fue dedicada, la doctora Amanda Vincent, en retribución a sus acciones en favor de la conservación de este grupo de peces.

### Historia taxonómica
Las poblaciones de este pez eran consideradas como pertenecientes a Leptonotus blainvilleanus, especie que había sido descrita originalmente en el año 1837 como Syngnathus blainvilleanus, con localidad tipo ‘‘Mare Indicum’’ (holotipo: MNHN 6050). Leptonotus blainvilleanus posee una amplia geonemia en las aguas que rodean a América del Sur, desde la costa sudoriental del océano Pacífico en el Perú hacia el sur, por las costas chilenas, hasta el estrecho de Magallanes y desde allí, en las costas argentinas del Atlántico sudoccidental hasta alcanzar el golfo Nuevo en Chubut, la bahía San Antonio y el Puerto de Quequén, en la provincia de Buenos Aires.

## Características y diferenciación
Leptonotus vincentae presenta en especímenes vivos un patrón de coloración con tonalidades en negro, gris y amarillo-naranja; algunos exhiben, a lo largo del tronco y de la cola, bandas laterales claras y oscuras, cuyo grosor e intensidad varía entre individuos.
Se diferencia de las otras especies del género Leptonotus por tener de 30 a 33 radios en la aleta dorsal (contra mayor número en las restantes especies); de L. blainvilleanus y L. norae se separa por tener de 43 a 46 anillos en la cola (contra mayor número) y por presentar un hocico más corto (36–53 % de la longitud de la cabeza) y más abultado (anchura del hocico 21–37 % de la longitud del mismo). Se diferencia de L. elevatus por tener una cabeza relativamente más grande (la longitud de cabeza representa entre el 13 y el 14 % de la longitud estándar del pez). Además posee otros caracteres, 12 a 13 radios en la pectoral, 18 a 19 anillos en el tronco, y fórmula de anillos subdorsales: (2–4) + (5.5– 8) = (8.5–10).

## Distribución y hábitat
Leptonotus vincentae es una especie endémica de la bahía San Antonio, cuerpo marino semicerrado ubicado en el nordeste de la Patagonia argentina, específicamente en el área noroeste del golfo San Matías (del mar Argentino, océano Atlántico sudoccidental), en la provincia de Río Negro (departamento San Antonio Oeste).
Esta bahía es un área protegida administrada por el gobierno provincial. Ecorregionalmente, sus aguas se incluyen en la Ecorregión marina golfos norpatagónicos. Se trata de un ecosistema poco profundo, sin ningún aporte de agua dulce, más que el proporcionado por las escasas lluvias. Durante las mareas bajas casi el 85 % de su superficie queda al descubierto, transformándose en una marisma de lodo y arena, aprovechada por un importante número de aves limícolas migratorias. El resto son canales de profundidades mayores, de los cuales hay dos principales y otros menores, los cuales tienen fondo de barro y arena con afloramientos rocosos. También existen grandes parches cubiertos de macroalgas e invertebrados sésiles. La especie fue encontrada en aguas someras, menores a los 2 metros de profundad.